# Base aérienne 172 Fort-Lamy
La base aérienne 172 Fort-Lamy, créée en 1939, était un site opérationnel de l'Armée de l'air française, situé sur le territoire de la ville de N'Djaména, au Tchad.
Le camp accueille le quartier général de la force Barkhane, qui mobilise 4 000 soldats français dans un théâtre d'opérations immense, aussi vaste que le continent européen de 2014 à 2022. Un QG, situé plein centre de N'Djamena, supervise alors des actions au Tchad, au  Niger, au Burkina Faso, en Mauritanie et surtout au Mali.

## Histoire
En 1930, une escadrille de l'Afrique-Équatoriale française (AEF) est créée à Fort-Lamy avec un pilote et un avion. L'infrastructure se développe en 1934-1936 et une piste est construite. À la déclaration de la guerre en 1939, un détachement air s'installe à Fort-Lamy, à partir de l'Escadrille d'AEF basée à Bangui, équipé de Potez 25 ou 29.
La base aérienne est occupée par un détachement permanent d’avions de l'Armée de l'air française de 1939 jusqu’à son abandon en 1975 puis de nouveau par un détachement permanent de 1986 à janvier 2025.
Le 20 septembre 1940, les Alliés ouvrent la route aérienne entre Takoradi au Ghana et Le Caire en Égypte. Les avions provenant souvent des États-Unis via le Brésil font escale à Fort-Lamy grâce au ralliement du Tchad à la France libre le 26 août 1940.
La base aérienne 172 « Sergent chef Adji Kosseï » est située actuellement à N'Djamena, au Nord-Ouest de l'aéroport international de Ndjamena. Une seconde base  est le camp Capitaine Croci à Abéché, dans l'est du pays. Un détachement est également stationné à Faya-Largeau, au nord.
Le dispositif Épervier présent à  partir 1986 comprend[Quand ?] un groupement de l'Armée de l'air, composé de plus de 300 aviateurs, de Mirage 2000 C RDI, de trois avions de transport tactique (deux Transall C160[réf. nécessaire] et un CASA CN 235) et un appareil de ravitaillement en vol C-135.

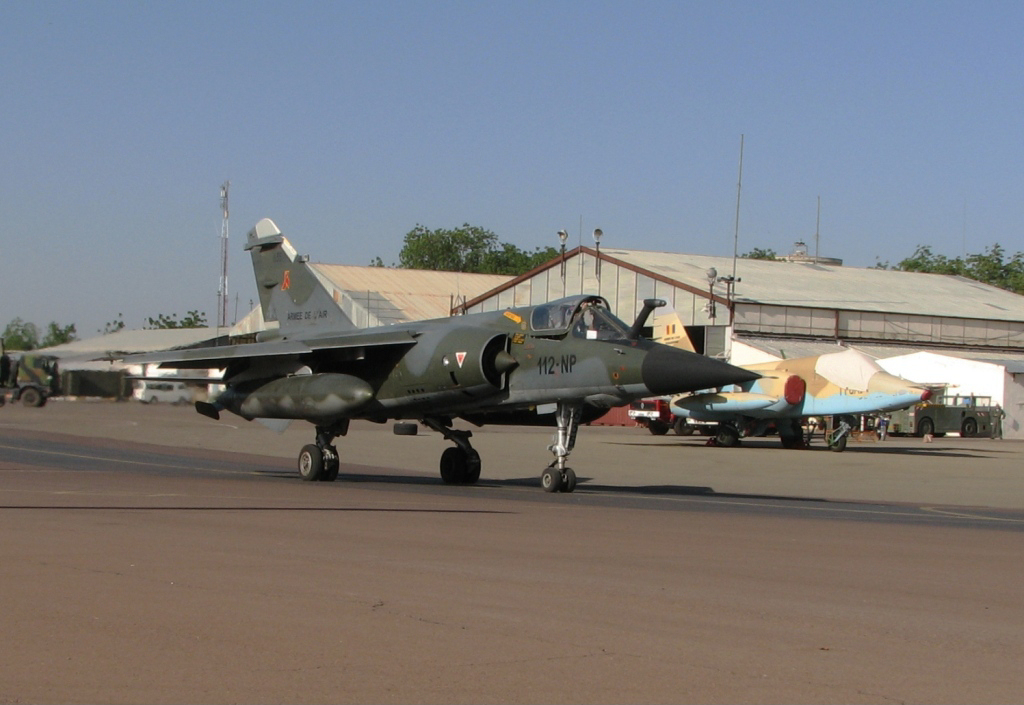
Mirage F1CR en 2009.

Les quatre Mirage F1 CR, qui réalisaient des missions de présence et de reconnaissance, ont quitté définitivement le territoire tchadien début juin 2010 pour passer le flambeau aux Mirage 2000 C RDI de Cambrai. Par ailleurs, le 31 mars 2010, un Casa CN 235 de l'escadron de transport 1/62 «Vercors» de Creil s'est posé sur la piste de la base aérienne de Kosseï pour commencer sa nouvelle mission. Cet avion de transport a remplacé l'un des trois C-160 Transall d'Orléans déployés sur place. Un premier déploiement du Casa s'était déroulé en décembre 2009 sur la base de Kosseï pour vérifier son aptitude à remplir une partie des missions dévolues au groupement de transport opérationnel (GTO), au sein de l'opération Épervier. Ce séjour lui a donné la possibilité de réaliser avec succès un large éventail de missions comme des posers en terrains sommaires, des aéro-largages, des avitaillements ou encore, des évacuations sanitaires. Les aptitudes associées à de bonnes performances à forte température font du Casa CN 235 un appareil complémentaire des C-160, tant sur le plan opérationnel que technique.
Le dispositif Épervier a été mis en place en février 1986 afin de contribuer au rétablissement de la paix et au maintien de l'intégralité territoriale du Tchad. Il contribue à la stabilité du pays et de la région.
Les éléments français au Tchad (EFT) de la force Épervier assurent deux missions permanentes jusqu'à leur retrait. Ils garantissent la protection des intérêts français, et tout particulièrement la sécurité des ressortissants français résidant au Tchad. Conformément à l'accord de coopération technique signé entre la France et le Tchad, ils apportent également un soutien logistique (ravitaillement, carburant, transport, formation) aux forces armées et de sécurité (FADS) tchadiennes, ainsi qu'un appui de renseignement. En outre, sur une base volontaire, ils apportent une aide médicale à la population.
La base aérienne est rétrocédée, le 30 janvier 2025, après la dénonciation des accords de coopération militaire, et sécurité défense, par le président Tchadien Mahamat Deby le 28 novembre 2024 dans ce qui considéré comme un retrait militaire français d'Afrique de l'Ouest. Le détachement de trois Mirage 2000 ayant quitté le site le 10 décembre 2024.